# محمد محمود ولد محمدو
 محمد محمود ولد محمدو ( 1968 - 17 سبتمبر 2024 ) هو باحث في جامعة هارفارد وأكاديمي وديبلوماسي موريتاني، شغل منصب وزير الشؤون الخارجية والتعاون من 2008 حتى 2009. كما عمل أستاذًا زائر في معهد الدراسات العليا للدراسات الدولية والتنمية في جنيف. يعتبر من المتخصصين الدوليين البارزين في الأشكال الحديثة للإرهاب الدولي.

## السيرة الأكاديمية والدبلوماسية
ولد محمدو في أطار وتلقى دراسته في إسبانيا وفرنسا والولايات المتحدة حيث حصل على درجة الدكتوراه في العلوم السياسية من جامعة مدينة نيويورك. في عام 1996، عمل باحثاً زائراً في مركز دراسات الشرق الأوسط بجامعة هارفارد وفي 1997 عمل باحثًا مشاركًا في معهد رالف بانش بالأمم المتحدة في نيويورك.
من 1998 حتى 2004، شغل منصب مدير مركز الأبحاث في المجلس الدولي لسياسات حقوق الإنسان الذي يقع في جنيف.
من 2004 حتى 2008، المدير المساعد لبرنامج السياسات الإنسانية وأبحاث النزاعات في جامعة هارفارد.
عام 2008 عين مديراً للتعاون في وزارة الخارجية في موريتانيا، وفي 31 أغسطس 2008، عُين وزيراً للشؤون الخارجية والتعاون، واستمر في منصبه حتى 11 أغسطس 2009 إلى أن استقال وقرر العودة إلى المجال الأكاديمي.
عمل أستاذاً زائراً بمعهد الدراسات الدولية ودراسات التنمية في جنيف، وباحثا بمعهد جنيف للدراسات الأمنية.

## مؤلفاته
- «العراق وحرب الخليج الثانية: بناء الدولة والنظام» (سان فرانسيسكو 1988)
- «فهم تنظيم القاعدة: التحولات في طبيعة الحرب» (لندن 2007)
- «الهجمة المضادة للحملة الصليبية: جذور وتداعيات الحادي عشر من سبتمبر» (إربد، الأردن 2010)

بين أعماله الأكثر تأثيراً دراسة بعنوان «المواجهة الفجائية» عن التحول في الأشكال الحديثة للحرب وتصاعد الإرهاب الدولي نشرتها جامعة هارفارد عام 2005، والتي استمدت من افتتاحية بعنوان «هل حان الوقت للتحدث إلى القاعدة؟» نشرتها صحيفتي نيويورك تايمز وبوسطن غلوب.